# 華立科技 (廣東)

华立科技logo

廣州華立科技股份公司，簡稱華立科技（深交所：301011），為中國大陸遊樂設備發行與運營綜合服務商。公司總部位於廣東省廣州市番禺區，主要經營遊藝設備業務。

## 历史
华立创始人苏本立从1980年代末开始，凭借沿海的优势，把从日本和港台地区淘汰下来的街机进口到国内。1991年，华立电子厂成立。
2000年，电子游戏机禁令发布，华立失去了国内的销售渠道。此后，华立开始转型，开始为国外的街机游戏公司做代工生产。
2021年，华立科技上市，其国内销售总监朱云杰在宣传时称其为“商用游戏第一股”。

## 代理产品
- 狂野飙车9
- 舞萌DX
- 头文字D Zero
- 头文字D 激斗
- 奥特曼融合激战
- 我的世界：地下城
- 中二節奏
- 偶像活動
- 機甲英雄
- 湾岸5DX
- 太鼓之達人 新框體